# اچ‌نوام‌اس دراگ (۱۹۰۸)
اچ‌نوام‌اس دراگ (۱۹۰۸) (به انگلیسی: HNoMS Draug (1908)) یک کشتی بود که طول آن ۶۹٫۲ متر (۲۲۷٫۰۳ فوت) بود. این کشتی در سال ۱۹۰۸ ساخته شد.